# Альбін Сивак
Альбін Сивак (пол. Albin Siwak; 27 січня 1933, Воломін — 4 квітня 2019, Варшава) — польський комуністичний та націоналістичний політик, господарник і дипломат. В молодості — робітник-будівельник. На початку 1980-х — член політбюро ЦК ПОРП, представник ортодоксально-сталіністської й антисемітської лінії. В останні роки ПНР перебував на дипломатичній службі у Лівії. У Третій Речі Посполитій — мемуарист націоналістичних поглядів.

## Партійний «спецробітник»
Народився у сім'ї робітника будівельника — члена ПСП. Під час окупації від випадкового вибуху гранати втратив око та пошкодив руку (проте ніколи не оформлював інвалідність). Після війни сім'я займалася селянською працею.
Закінчивши початкову школу, у 1950 році, Альбін Сивак влаштувався на будівництво у Варшаві. Працював муляром, бетоняром, потім бригадиром на будівництві житлового району. Як передовик виробництва, у 1952 році отримав нагороджу Хрестом Заслуги. Сивак набув загальнонаціональної популярності, пропагувався офіційними ЗМІ як «зразковий робітник у соціалістичній державі». Зробив кар'єру в апараті офіційних профспілок ПНР.
У 1968 році Сивак вступив до ПОРП. Наступного року його виключили через конфлікт із партійним начальством, але невдовзі поновлено. Був секретарем парторганізації варшавського будівельного комбінату, у 1971—1980 роках — член Варшавського комітету ПОРП. Був головою столичного комітету з ЖКГ. У 1980 році — кандидат у члени Політбюро ЦК ПОРП.

## «Бетоняр у партійному бетоні»
Альбін Сивак примикав до сталінського й антисемітського крила ПОРП. Як функціонер державних профспілок Сивак виступав запеклим противником незалежного робітничого руху Польщі. У 1980—1981 роках був прихильником силового придушення Солідарності, закликав відновити повновладдя ПОРП. Користувався особливою підтримкою вкрай догматичного Катовицького партійного форуму, очолюваного Всеволодом Волчевим, Асоціації «Реальність» Ришарда Гонтажа та Патріотичного об'єднання «Грюнвальд». Профспілка будівельників, яку він наглядав за партійною лінією, стояла на позиціях ПОРП.
Сивак був далекий від поширеного на той час типу партійного апаратника — неосвічений і прямолінійний бригадир будівельного комбінату говорив мовою далекого комуністичного минулого. Його спеціальність бетонника дуже швидко набула подвійного сенсу та частіше асоціювалася з партійним «бетоном», ніж з професією будівельника.
На IX надзвичайному з'їзді ПОРП Альбін Сивак був обраний членом ЦК і через кілька днів кооптований у Політбюро. З чотирьох робітників у Політбюро тільки він стояв на «бетонній» позиції; Ян Лабенцький, Єжи Романик, Зофія Гжиб зараховувалися до «партійних лібералів». Виступ Сивака на пленумі 18 липня 1981 року набув широкого резонансу як «емоційна програма бетону». З позицій марксизму-ленінізму Сивак викривав «Солідарність» і «безпринципних чиновників-кар'єристів», нездатних приборкати «антисоціалістичні сили», різко критикував ідеї робітничого самоврядування та розвитку фермерства, персонально нападав на Героніма Кубяка та Стефана Братковського, пропонував встановити пам'ятник «жертвам антикомуністичної реакції» — на противагу гданському пам'ятнику полеглим робітникам при розстрілі 1970 року. Альбін Сивак став перераховуватись у ряді лідерів «бетону», поряд з такими великими діячами партноменклатури ПОРП, як Тадеуш Грабський, Стефан Ольшовський, Мирослав Мілевський, Анджей Жабинський, Станіслав Кочелек. У результаті Сивак зосередив на собі ненависть робітничих мас «Солідарності»: його називали «уособленням партійної тупості», звинувачували у корупції та вбивствах, навколо нього зав'язувалися гострі побутові конфлікти, його особняк робився об'єктом атак опозиційної молоді. Сиваку доводилося публічно звітувати за свої особисті витрати. Опоненти говорили про його інтелектуальну обмеженість й у полемічному запалі навіть нагадували про відсутність ока. Зі свого боку, Сивак охоче йшов на конфлікти, регулярно практикував погрози на адресу політичних супротивників й антисемітські висловлювання щодо активістів КОС-КОР. Полемічний стиль Сивака відрізнявся емоційністю, простотою та різкістю. Зазначалося, що Сивак — один із небагатьох представників ПОРП, здатних розмовляти з робітниками.
Присутність Альбіна Сивака у Політбюро мала дещо особливий характер. Він представляв «робітничий» рух у Польській об'єднаній робітничій партії, але не був типом апаратника, майстром залаштункових інтриг. Він довіряв товаришам, але за роки не створив мережі знайомств, вбудованих у різні рівні партноменклатури. Зважаючи на все, деякі промови йому писав Ришард Гонтаж. Це доводить, що Сивак був корисним інструментом у руках «лівих».
На пленумі ЦК 18 жовтня 1981 року Альбін Сивак різко критикував за слабкість і нерішучість відставленого Станіслава Каню та привітав прихід на посаду першого секретаря ЦК генерала Войцеха Ярузельського. Звинувачуючи «Солідарність» у «терорі», він яскраво описував «панування антисоціалістичних хуліганів на нічних вулицях» і закликав до жорсткого силового рішення. 13 грудня 1981 року Сивак повністю підтримав запровадження воєнного стану. Формально він перебував у партійному керівництві, але брав участь у прийнятті рішень, виконуючи символічну роль «представника робочих». Виступав з різкими нападками на «Солідарність» та католицьку церкву.
У 1986 році, коли режим Ярузельського взяв курс на обмежену лібералізацію, Сивака відправили радником посольства ПНР до каддафівської Джамахірії. Таким чином він був усунений із польської політики.
У 1990 році, після падіння ПОРП і трансформації ПНР у демократичну Третю Річ Посполиту, Сивака було звільнено з МЗС.

## Відкритий націоналіст
Повернувшись до Польщі, деякий час Альбін Сивак перебував у СДЛС, але залишив партію через персональний конфлікт із Лешеком Міллером (на новому витку повторилася його ситуація 1969 року). Приєднався до вкрай націоналістичної й антисемітської Національної партії «Вітчизна» (не мала офіційної реєстрації). Ідеологія «Вітчизни» синтезувала спадщину націонал-комуніста Мечислава Мочара та націонал-консерватора Романа Дмовського.
Сивак засуджував соціальну політику нової влади Польщі, але визнавав економічні успіхи, наголошував на позитивних сторонах свободи приватного бізнесу. Опублікував кілька книг політичного та мемуарного характеру. Публічно нагадував про епізод свого виключення з ПОРП, підкреслював давню відданість національним і релігійним цінностям і традиціям. Проживав із сім'єю у власному будинку у Рембертуві.
Помер Альбін Сивак у віці 86 років.
Позиція Сивака у ПНР була вкрай нехарактерною для польського робітничого класу та багато у чому визначалася його жорсткою ізоляцією у робочому середовищі. Еволюція від партноменклатурного комунізму до неприхованого шовінізму та антисемітизму відобразила суть поглядів Сивака, які раніше доводилося камуфлювати.